# Il tormento e l'estasi
Il tormento e l'estasi è il romanzo biografico di Michelangelo Buonarroti; fu il maggior successo dello scrittore statunitense Irving Stone.

## Edizioni
- Irving Stone, Il tormento e l'estasi, collana Scrittore di tutto il mondo, traduzione di Enrico del Fiume, Corbaccio, 1996,  p. 828, ISBN 88-17-01174-6.